# ناکالا، موزامبیک
ناکالا (به لاتین: Nacala) یک منطقهٔ مسکونی در موزامبیک است که در استان نامپولا واقع شده‌است.
 ناکالا  ۲۲۵,۰۳۴ نفر جمعیت دارد.